# Ibn Qutaiba

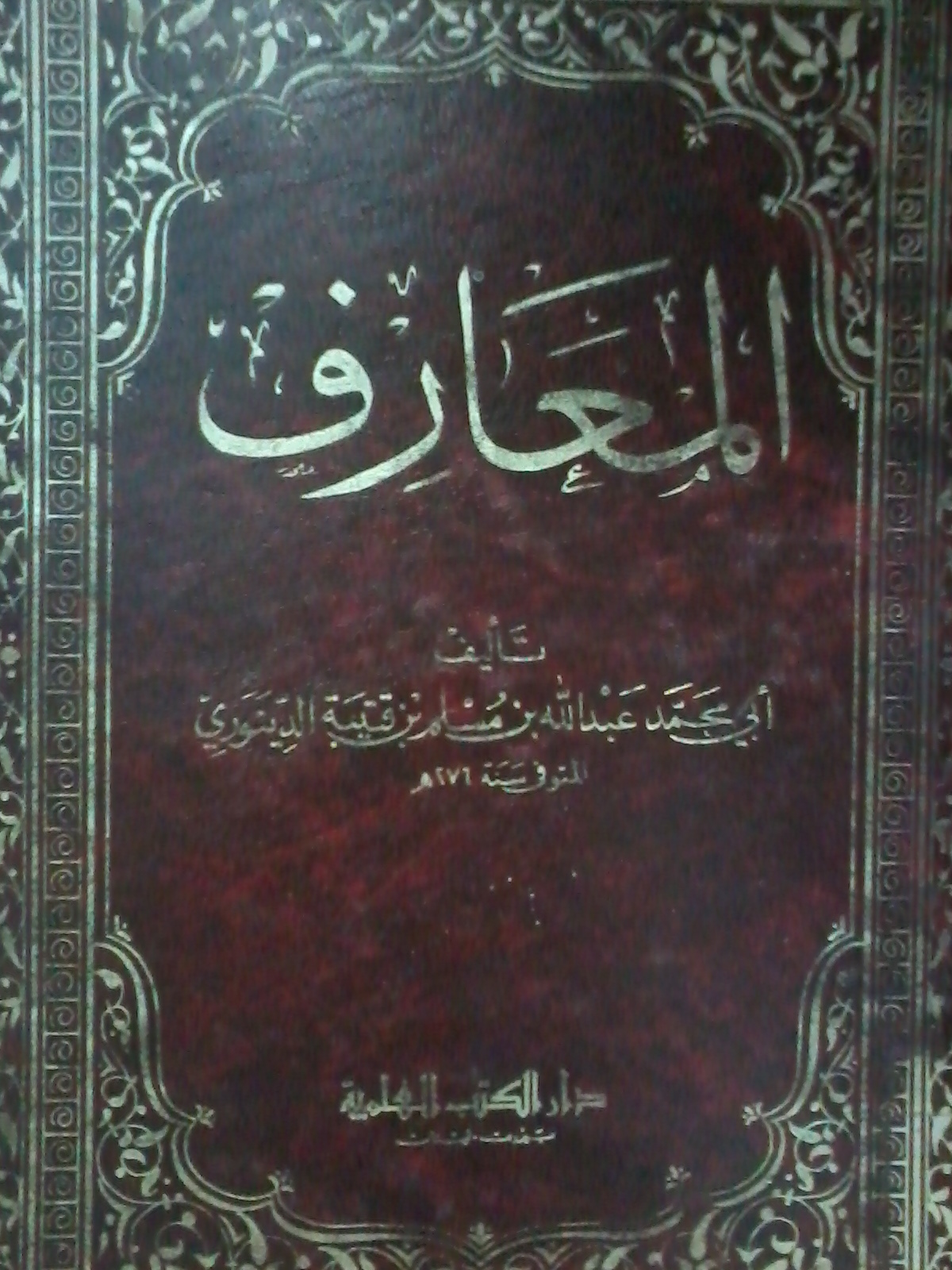
Ausgabe des Al Ma'arif

Abū Muhammad ʿAbdallāh ibn Muslim ibn Qutaiba ad-Dīnawarī (arabisch أبو محمد عبد الله بن مسلم بن قتيبة الدينوري; * um 828 in Kufa; † 889 in Bagdad) war ein irakischer arabischer Autor. Er war ein bedeutender sunnitischer Gelehrter, der unter den Abbasiden tätig war und von dem zahlreiche Werke zu verschiedensten Wissensgebieten überliefert sind.
Aus seiner Kindheit und Jugend ist wenig bekannt. Er studierte bei zahlreichen Lehrern, unter anderem bei einem Schüler von Ibn Hanbal. Ein Wesir des abbasidischen Kalifen al-Mutawakkil, welcher ab 846 die Mihna (islamische Inquisition) sowie die Vorherrschaft der rationalistischen Mutaziliten aufgehoben hatte, wurde zu Ibn Qutaibas Mäzen und ernannte ihn 851 zum Qādī von Dinawar. In diesem Amt verblieb Ibn Qutaiba bis um 870. Ab 871 widmete er sich der Weitergabe seines Werks und lebte in einem Quartier von Bagdad, das er bis zu seinem Tod im Jahre 889 nicht mehr verließ.

## Werke
Die meisten Werke, die ihm mit Sicherheit zugeschrieben werden, sind im Laufe des 20. Jahrhunderts veröffentlicht worden. Dazu gehören:
- Kitāb aš-šiʿr wa š-šuʿarāʾ – Mittelalterliche Sammlung vorislamischer Dichtung.
- Kitāb Adab al-kātib, ein philologisches Handbuch zum Gebrauch für Sekretäre, deren Einführung ein politisch-kulturelles Glaubensbekenntnis gegenüber dem herrschenden Kalifat darstellt,
- Kitāb al-Anwāʾ („Wetterbuch“): eine Abhandlung über praktische Astronomie und Meteorologie,
- Kitāb al-Aschriba, Buch der Getränke,
- Kitāb al-maisir wa-l-qidāh: juristische Abhandlungen über alkoholische Getränke bzw. Glücksspiele,
- Kitāb Ġarīb al-Qurʾān: philologischer Kommentar zu den schwierigen Passagen des Korans,
- Kitāb Muškil al-Qurʾān: Traktat über Rhetorik und Wunderhaftigkeit des Korans,
- Kitāb al-Maʿārif / Ibn Coteiba's Handbuch der Geschichte. Göttingen: Vandenhoeck und Ruprecht, 1850 Digitalisat
- weitere poetische, theologische und naturwissenschaftliche Abhandlungen.